# Tom Simpson
Thomas (Tom) Simpson (Haswell, graafschap Durham, 30 november 1937 – Mont Ventoux, 13 juli 1967) was een Brits wielrenner. Hij overleed tijdens de Ronde van Frankrijk 1967 tijdens de beklimming van de Mont Ventoux.

## Biografie
Simpson (van beroep technisch tekenaar) kwam zoals zovele Britse en Australische wielrenners destijds (onder andere Barry Hoban, Vic Denson, Graeme Gilmore), naar Vlaanderen om het wielrennersvak te leren. Hij nestelde zich in Gent samen met zijn vrouw Helen, een Engelse au pair, zij kregen twee dochters: Jane en Joanne. Hij was de oom van de later geboren Matthew Gilmore, de Belgische baanwielrenner.
Simpson won een bronzen medaille bij de ploegenachtervolging op de Olympische Zomerspelen van 1956. In 1958 tijdens de British Empire and Commonwealth Games (de latere Gemenebestspelen) won hij de zilveren medaille op het onderdeel achtervolging.
Simpson won de Ronde van Vlaanderen in 1961, Milaan-San Remo in 1964, de Ronde van Lombardije in 1965 en Parijs-Nice in 1967. In 1965 werd hij in Lasarte (Spanje) wereldkampioen. Hij reed de Tour de France driemaal uit. In 1962 behaalde hij zijn beste klassering: de zesde plaats, in deze Tour droeg hij als eerste Brit na de 12e etappe de gele trui.

### Overlijden
Tijdens de zeer warme 13e juli 1967, met een temperatuur tot wel 42 °C, viel Simpson 1,4 km voor de top van de berg van zijn fiets. Zijn sportbestuurder zette hem er weer op, maar Simpson viel opnieuw. Hij raakte bewusteloos, werd met een helikopter naar het ziekenhuis in Avignon gevlogen, maar overleed onderweg. Toenmalig Tourdirecteur Félix Lévitan werd bekritiseerd wegens het uitzetten van een te zwaar parcours. Simpson zou zijn overleden aan een combinatie van grote hitte, uitputting en uitdroging en het gebruik van amfetamine, een pepmiddel. De dood van Simpson was de aanleiding voor aangescherpte dopingcontroles tijdens de Ronde van Frankrijk.

## Overwinningen
1959
4e en 5e (deel B) etappe Tour de l'Ouest
1960
Mont Faron
1961
Ronde van Vlaanderen
2e etappe Eibarko Bizikleta'
1963
Manx Premier Trophy
1e etappe Ronde van de Var
Bordeaux-Parijs
1964
Milaan-San Remo
1965
 Wereldkampioen wielrennen, wegwedstrijd
Ronde van Lombardije
1967
5e etappe Ronde van Sardinië
Eindklassement Parijs-Nice
Manx Premier Trophy
5e en 16e etappe Ronde van Spanje

## Resultaten in voornaamste wedstrijden
| Jaar | Ronde van Italië | Ronde van Frankrijk | Ronde van Spanje |
| ---- | ---------------- | ------------------- | ---------------- |
| 1959 |                  |                     |                  |
| 1960 |                  | 29e                 |                  |
| 1961 |                  | opgave              |                  |
| 1962 |                  | 6e                  |                  |
| 1963 |                  |                     |                  |
| 1964 |                  | 13e                 |                  |
| 1965 |                  | opgave              |                  |
| 1966 |                  | opgave              |                  |
| 1967 |                  | opgave **           | 33e (2)          |

| Jaar | Milaan-San Remo | Gent-Wevelgem | Ronde van Vlaanderen | Parijs-Roubaix | Amstel Gold Race | Luik-Bast.‑Luik | Ronde van Lombardije | Waalse Pijl | Parijs-Tours | Parijs-Brussel |  | WK op de weg |  | Wereldranglijsten |
| ---- | --------------- | ------------- | -------------------- | -------------- | ---------------- | --------------- | -------------------- | ----------- | ------------ | -------------- |  | ------------ |  | ----------------- |
| 1959 |                 |               |                      |                |                  |                 |                      |             | 17e          |                |  | 4e           |  |                   |
| 1960 | 38e             |               |                      | 9e             |                  | 11e             | 84e                  | 7e          |              |                |  | opgave       |  |                   |
| 1961 | 25e             |               | ↑                    | 88e            |                  |                 |                      |             | 93e          |                |  | 9e           |  |                   |
| 1962 |                 | 6e            | 5e                   | 37e            |                  |                 |                      |             |              | 51e            |  | opgave       |  |                   |
| 1963 | 19e             | Zilver        | ↑                    | 8e             |                  | 33e             | 10e                  | 10e         | ↑            | Zilver         |  | 29e          |  | (SPP)             |
| 1964 | ↑               |               |                      | 10e            |                  |                 | 21e                  |             |              | 30e            |  | 4e           |  | 13e (SPP)         |
| 1965 |                 |               |                      | 6e             |                  | 10e             | ↑                    | Brons       | 70e          | 32e            |  | ↑            |  | (SPP)             |
| 1966 |                 |               |                      |                |                  |                 |                      |             |              |                |  | opgave       |  |                   |
| 1967 | 70e             | 27e           |                      |                | 41e              |                 |                      |             |              |                |  |              |  | 14e (SPP)         |

## Galerij

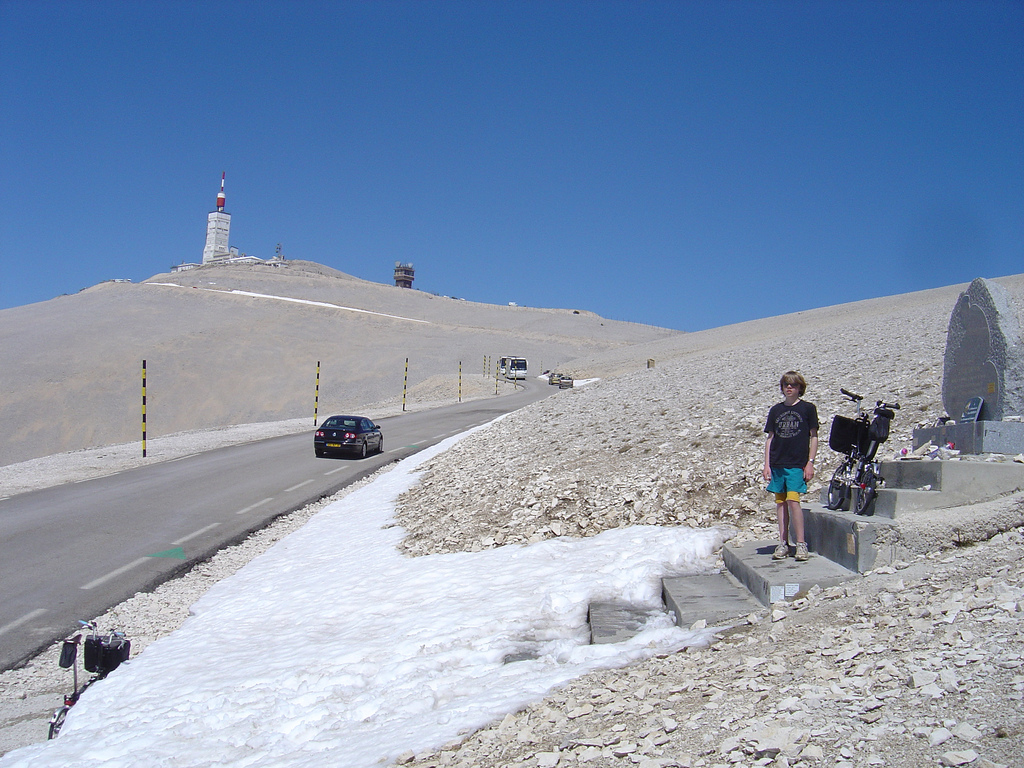
Gedenkteken, een kilometer voor de top van de Mont Ventoux.
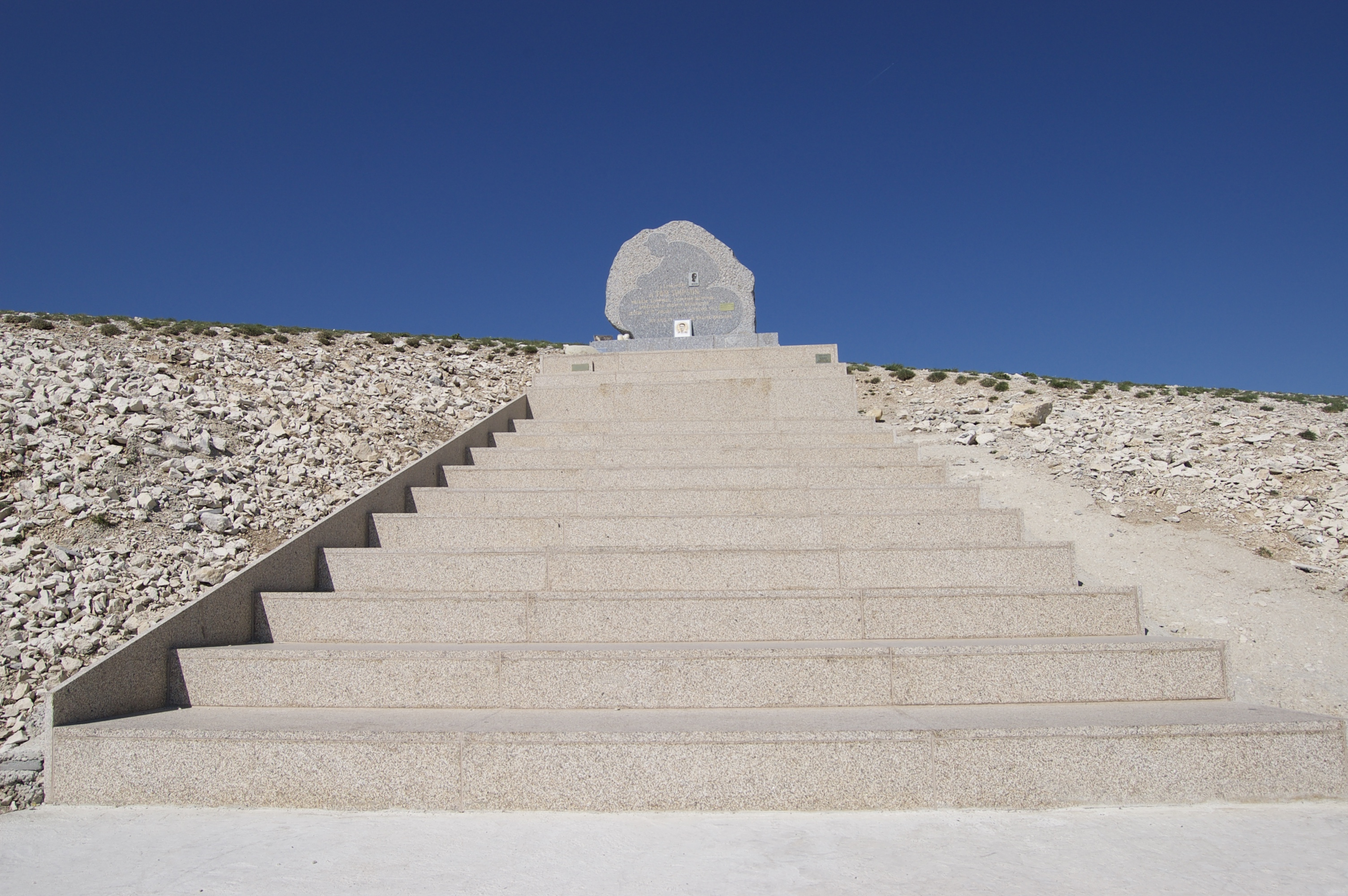
Gedenkteken na de restauratie in 2017

- Bibliothèque nationale de France: cb14531469h (data)
- Gemeinsame Normdatei: 133046834
- International Standard Name Identifier: 0000 0000 5340 1319
- Library of Congress Control Number: nr2001007821
- Nederlandse Thesaurus van Auteursnamen: 24111618X
- SNAC: w6351c7j
- Système universitaire de documentation: 069296413
- Virtual International Authority File: 75030845
- WorldCat: E39PBJwxFPt7mbVJkhPFJDt7pP

Wielerploegen van Tom Simpson
R. Altig ·
W. Altig ·
Baptista ·
Barbosa ·
De Wagheneire ·
Elena ·
Enthoven ·
Everaert ·
Fourgeaud ·
Gaudrillet ·
Geldermans ·
de Haan ·
Hoffmann ·
Howling ·
Ignolin ·
Mahé ·
Mastrotto ·
Rivière ·
Robinson ·
Saint ·
Scodeller ·
Simpson ·
Somerling ·
Thiélin ·
Varnajo ·
de Waard ·
Wolfshohl
R. Altig ·
W. Altig ·
Delort ·
Enthoven ·
Everaert ·
Geldermans ·
de Haan ·
Howling ·
Lebaube ·
Mangeas ·
Mastrotto ·
Robinson ·
Simon ·
Simpson ·
Thiélin ·
Trolez ·
Varnajo
Bergaud ·
Camillo ·
Cartigny ·
Cauvet ·
Champion ·
A. Darrigade ·
R. Darrigade · 
De Wolf ·
Decraeye ·
A. Delort ·
F. Delort ·
Forestier ·
Gaignard ·
de Haan ·
Hugens ·
Ignolin ·
de Jongh · 
Le Hec ·
Lebaube ·
Maliepaard ·
Mastrotto ·
Nédélec ·
Niesten ·
Novak ·
Rentmeester ·
Simon ·
Simpson ·
Thiélin ·
Van Vaerenbergh ·
de Waard ·
Wolfshohl
Baele ·
Baldasseroni ·
Beaufrère ·
Bracke ·
Cerami ·
Colette ·
Daems ·
Descombin ·
Duez ·
Forestier ·
Gabard ·
Gaignard ·
Gaul ·
Giscos ·
de Haan ·
Hamon ·
Hocquaux ·
Hoevenaars ·
Impanis ·
Kunde ·
Lach ·
Le Hec ·
Le Lan ·
Le Mellec ·
Lewicki ·
Mastrotto ·
Mathy ·
Monty ·
Morn ·
Nédélec ·
Paillier ·
Rentmeester ·
Robinson ·
Rohrbach ·
Ruby · 
Schoubben ·
Scob ·
Simon ·
Simpson ·
Tymen ·
Valdois ·
Vallée ·
Vanderveken ·
Vannitsen ·
Viot ·
Walryck ·
Wolfshohl
Arze ·
Beaufrère ·
Bocquillon ·
Bölke ·
Bracke ·
Daems ·
Duez ·
Forestier ·
Gabard ·
Giscos ·
Gonzales ·
Hamon ·
Jankowski ·
Kunde ·
Le Hec ·
Le Mellec ·
Le Menn ·
Lepolard ·
Mahé ·
Mastrotto ·
Mathy ·
Mertens ·
Nédélec ·
Niel ·
Paris ·
Pingeon ·
Ruby · 
Seyve ·
Simpson ·
Valdois ·
Van Coningsloo ·
Vera ·
Wolfshohl
Arze ·
Bazire ·
Bölke ·
Bracke ·
Chainniaux ·
Charruau ·
Daems ·
Delattre ·
Delisle ·
Descombin ·
Duez ·
Dumont ·
Forestier ·
Gaignard ·
Guimbard ·
Hamon ·
Jacquemin ·
Kubacki ·
Le Hec ·
Le Mellec ·
Le Menn ·
Letort ·
Mertens ·
Nédélec ·
Niel ·
Pamart ·
Paris ·
Pingeon ·
Ramsbottom ·
Raymond · 
Raynal ·
Remon ·
Scob ·
Seyve ·
Simpson  ·
Soler ·
Valdois ·
Van Coningsloo ·
Zimmermann
Bayssière ·
Bazire ·
Bölke ·
Bracke ·
Charruau ·
Daunat ·
Delisle ·
Duez ·
Dumont ·
Gaignard ·
Godelle ·
Großimlinghaus ·
Grosskost ·
Hamon ·
Kunde ·
Le Mellec ·
Le Menn ·
Lescure ·
Letort ·
Merckx ·
Mertens ·
Morn ·
Nédélec ·
Niel ·
Pamart ·
Paris ·
Pingeon ·
Ramsbottom ·
Raymond · 
Raynal ·
Remon ·
Scob ·
Simpson  ·
Spriet ·
Van Coningsloo ·
Zimmermann
Bayssière ·
Bölke ·
Bracke ·
Daunat ·
De Sitter ·
Delisle ·
Desvages ·
Duez ·
Dumont ·
Grosskost ·
Gruchet ·
Hill ·
Kunde ·
Le Mellec ·
Le Menn ·
Letort ·
Merckx  ·
Mertens ·
Nédélec (tot 06/09) ·
Niel ·
Pamart ·
Pingeon ·
Rabaute ·
Raymond · 
Sadot ·
Simpson ·
Verheyden ·
Zimmermann